# Colobothea ordinata
Colobothea ordinata là một loài bọ cánh cứng trong họ Cerambycidae.